# نهر عنان-سكوتلاندا
نهر عنان-سكوتلاندا River Annan

عنان نهر (Abhainn Anann) هو نهر في جنوب غرب اسكتلندا, يجري في تل رأس عنان 

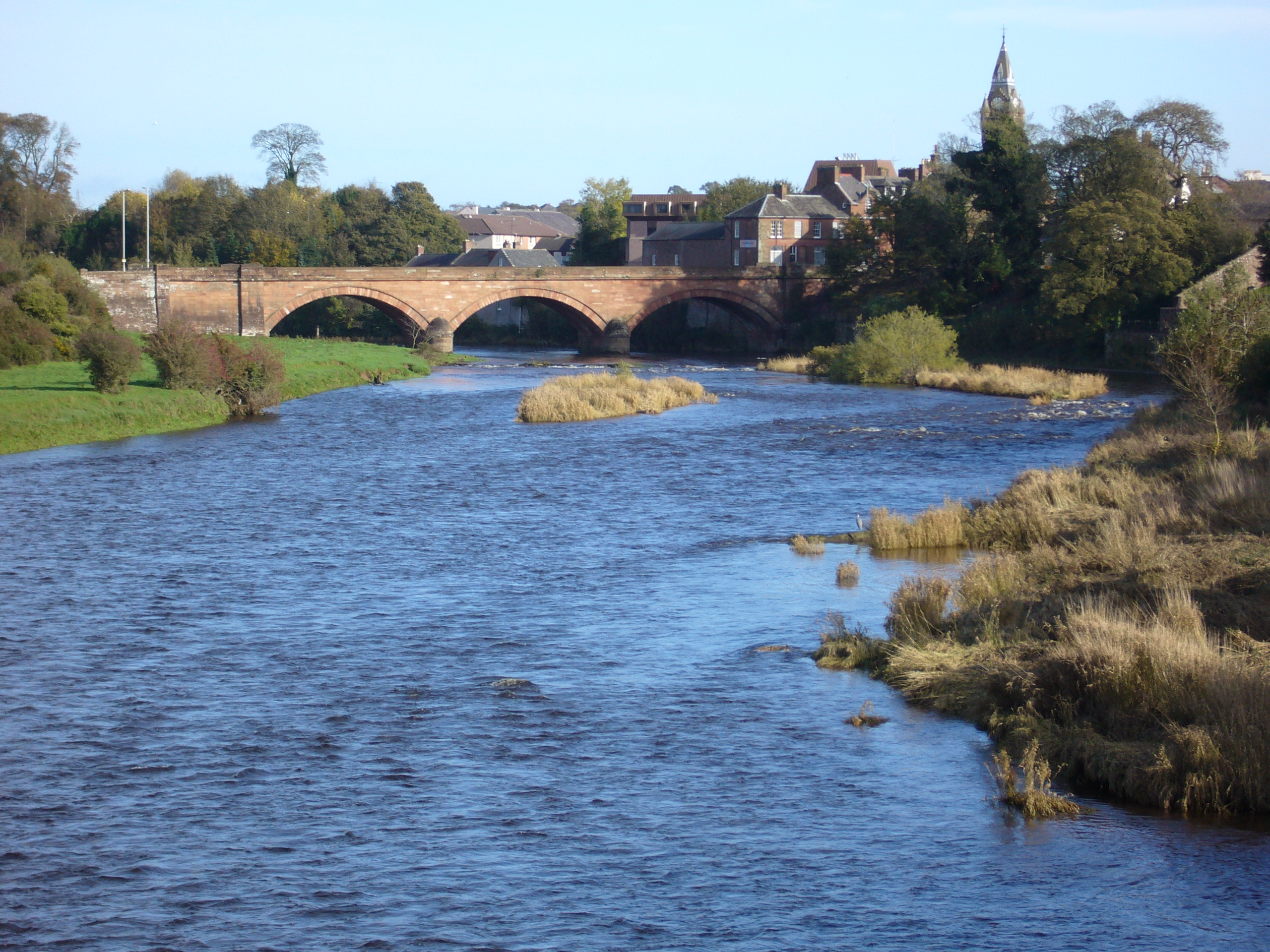
نهر عنان - coordinates 54°58′0″N 3°16′0″Wل

Annanhead, ثم يتدفق من خلال حوض لحم الشيطان Devil's Beef Tub، ومدينة موفات Moffat و لوكربي Lockerbie، وصولاً إلى البحر في منطقة عنان.